# Listă de filme polițiste din anii 1930
Aceasta este o listă de filme polițiste lansate în anii 1930.
| 1930                           |                                              |                                                              |                                                       |                           |
| The Big House                  | George W. Hill                               | Chester Morris, Wallace Beery, Robert Montgomery             | Statele Unite ale Americii                            | Prison film               |
| Born Reckless                  | John Ford, Andrew Bennison                   | Edmund Lowe, Catherine Dale Owen, Lee Tracy                  | Statele Unite ale Americii                            | [ 2 ]                     |
| The Cat Creeps                 | Rupert Julian, John Willard                  | Helen Twelvetrees, Raymond Hackett, Neil Hamilton            | Statele Unite ale Americii                            | [ 3 ]                     |
| The Doorway to Hell            | Archie Mayo                                  | Charles Judels, Lew Ayres, James Cagney                      | Statele Unite ale Americii                            | [ 4 ]                     |
| Manslaughter                   | George Abbott                                | Claudette Colbert, Fredric March, Emma Dunn                  | Statele Unite ale Americii                            | Crime drama, prison film  |
| Night Owls                     | James Parrott                                | Oliver Hardy, Stan Laurel                                    | Statele Unite ale Americii                            | Crime comedy              |
| Raffles                        | Harry D'Abbadie D'Arrast, George Fitzmaurice | Ronald Colman, Kay Francis, David Torrence                   | Statele Unite ale Americii                            | [ 7 ]                     |
| The Return of Dr. Fu Manchu    | Rowland V. Lee                               | Warner Oland, Neil Hamilton, Jean Arthur                     | Statele Unite ale Americii                            | [ 8 ]                     |
| The Unholy Three               | Jack Conway                                  | Lila Lee, Elliott Nugent, Harry Earles                       | Statele Unite ale Americii                            | [ 9 ]                     |
| 1931                           |                                              |                                                              |                                                       |                           |
| Blonde Crazy                   | Roy Del Ruth                                 | James Cagney, Joan Blondell, Louis Calhern                   | Statele Unite ale Americii                            | Gangster film             |
| City Streets                   | Rouben Mamoulian                             | Gary Cooper, Sylvia Sidney, Paul Lukas                       | Statele Unite ale Americii                            | [ 11 ]                    |
| Daughter of the Dragon         | Lloyd Corrigan                               | Anna May Wong, Warner Oland, Sessue Hayakawa                 | Statele Unite ale Americii                            | [ 12 ]                    |
| Little Caesar                  | Mervyn LeRoy                                 | Edward G. Robinson, Douglas Fairbanks, Jr., Glenda Farrell   | Statele Unite ale Americii                            | [ 13 ]                    |
| Night Nurse                    | Igor Auzins, William Wellman                 | Barbara Stanwyck, Ben Lyon, Joan Blondell                    | Statele Unite ale Americii                            | [ 14 ]                    |
| The Public Enemy               | William Wellman                              | James Cagney, Edward Woods, Donald Cook                      | Statele Unite ale Americii                            | [ 15 ]                    |
| Smart Money                    | Alfred E. Green                              | Edward G. Robinson, Evelyn Knapp, James Cagney, Ralf Harolde | Statele Unite ale Americii                            | [ 16 ]                    |
| 1932                           |                                              |                                                              |                                                       |                           |
| Arsene Lupin                   | Jack Conway                                  | John Barrymore, Lionel Barrymore, Karen Morley               | Statele Unite ale Americii                            | [ 17 ]                    |
| The Beast of the City          | Charles J. Brabin                            | Walter Huston, Jean Harlow, Wallace Ford                     | Statele Unite ale Americii                            | [ 18 ]                    |
| Fantômas                       | Paul Fejos                                   | Jean Galland, Thomy Bourdelle, Tania Fedor                   | Franța                                                | [ 19 ]                    |
| The Girl From Chicago          | Oscar Micheaux                               | Eugene Brooks, Starr Calloway, Minta Cato                    | Statele Unite ale Americii                            | [ 20 ]                    |
| Love Is a Racket               | William Wellman                              | Douglas Fairbanks, Jr., Ann Dvorak, Frances Dee              | Statele Unite ale Americii                            | Crime drama               |
| The Mask of Fu Manchu          | Charles J. Brabin, Charles Vidor, King Vidor | Boris Karloff, Lewis Stone, Karen Morley                     | Statele Unite ale Americii                            | [ 22 ]                    |
| The Mouthpiece                 | James Flood, Elliott Nugent                  | Warren William, Aline MacMahon, William Janney               | Statele Unite ale Americii                            | [ 23 ]                    |
| Night at the Cross Roads       | Jean Renoir                                  | Pierre Renoir, Winna Winifred, Jean Gehret                   | Franța                                                | [ 24 ]                    |
| Scarface                       | Howard Hawks                                 | Paul Muni, Ann Dvorak, Karen Morley                          | Statele Unite ale Americii                            | [ 25 ]                    |
| 1933                           |                                              |                                                              |                                                       |                           |
| Lady Killer                    | Roy Del Ruth                                 | James Cagney, Mae Clarke, Leslie Fenton                      | Statele Unite ale Americii                            | Gangster film             |
| The Little Giant               | Roy Del Ruth                                 | Edward G. Robinson, Mary Astor, Helen Vinson                 | Statele Unite ale Americii                            | [ 27 ]                    |
| The Mayor of Hell              | Archie Mayo                                  | James Cagney, Madge Evans, Allen Jenkins                     | Statele Unite ale Americii                            | [ 28 ]                    |
| The Midnight Club              | George Somnes, Alexander Hall                | Clive Brook, George Raft, Helen Vinson                       | Statele Unite ale Americii                            | [ 29 ]                    |
| 'Murders in the Zoo            | Edward Sutherland                            | Charlie Ruggles, Lionell Atwill, Gail Patrick                | Statele Unite ale Americii                            | [ 30 ]                    |
| Penthouse                      | W.S. Van Dyke                                | Warner Baxter, Myrna Loy, Charles Butterworth                | Statele Unite ale Americii                            | [ 31 ]                    |
| Pick-Up                        | Marion Gering                                | Sylvia Sidney, George Raft, William Harrigan                 | Statele Unite ale Americii                            | [ 32 ]                    |
| The Sin of Nora Moran          | Philip Goldstone                             | Zita Johann, Alan Dinehart, Paul Cavanagh                    | Statele Unite ale Americii                            | [ 33 ]                    |
| The Testament of Dr. Mabuse    | Fritz Lang                                   | Rudolf Klein-Rogge, Otto Wernicke, Gustav Diessl             | Germania                                              | [ 34 ]                    |
| La tête d'un homme             | Julien Duvivier                              | Gina Manès, Harry Baur, Valery Inkijinoff                    | Franța                                                | [ 35 ]                    |
| 1934                           |                                              |                                                              |                                                       |                           |
| Fog Over Frisco                | William Dieterle, Daniel Reed                | Bette Davis, Donald Woods, Margaret Lindsay                  | Statele Unite ale Americii                            | [ 36 ]                    |
| Limehouse Blues                | Alexander Hall                               | George Raft, Jean Parker, Anna May Wong                      | Statele Unite ale Americii                            | [ 37 ]                    |
| Manhattan Melodrama            | W.S. Van Dyke                                | Clark Gable, William Powell, Myrna Loy                       | Statele Unite ale Americii                            | Crime drama               |
| Search for Beauty              | Erle C. Kenton                               | Larry "Buster" Crabbe, Ida Lupino, Toby Wing                 | Statele Unite ale Americii                            | [ 39 ]                    |
| 1935                           |                                              |                                                              |                                                       |                           |
| Bulldog Jack                   | Walter Forde                                 | Jack Hulbert, Fay Wray, Ralph Richardson                     | Regatul Unit al Marii Britanii și al Irlandei de Nord | [ 40 ]                    |
| Crime and Punishment           | Pierre Chenal                                | Harry Baur, Pierre Blanchar, Madeleine Ozeray                | Franța                                                | Crime drama               |
| Crime and Punishment           | Josef von Sternberg                          | Edward Arnold, Peter Lorre, Marian Marsh                     | Statele Unite ale Americii                            | Crime drama               |
| G Men                          | William Keighley                             | James Cagney, Margaret Lindsay, Lloyd Nolan                  | Statele Unite ale Americii                            | [ 43 ]                    |
| Toni                           | Jean Renoir                                  | Charles Blavette, Celia Montalván, Jenny Hélia               | Franța                                                | Crime drama               |
| The Whole Town's Talking       | John Ford                                    | Edward G. Robinson, Jean Arthur, Wallace Ford                | Statele Unite ale Americii                            | Crime comedy              |
| 1936                           |                                              |                                                              |                                                       |                           |
| 15 Maiden Lane                 | Allan Dwan                                   | Claire Trevor, Cesar Romero, Douglas Fowley                  | Statele Unite ale Americii                            | [ 46 ]                    |
| Big Brown Eyes                 | Raoul Walsh                                  | Joan Bennett, Cary Grant, Walter Pidgeon                     | Statele Unite ale Americii                            | [ 47 ]                    |
| The Crime of Monsieur Lange    | Jean Renoir                                  | Jules Berry, René Lefèvre, Sylvia Bataille                   | Franța                                                | Crime drama               |
| Fury                           | Fritz Lang                                   | Spencer Tracy, Sylvia Sidney, Walter Abel                    | Statele Unite ale Americii                            | Crime drama               |
| The Petrified Forest           | Archie Mayo                                  | Leslie Howard, Bette Davis, Humphrey Bogart                  | Statele Unite ale Americii                            | Crime drama               |
| 1937                           |                                              |                                                              |                                                       |                           |
| L'alibi                        | Pierre Chenal                                | Louis Jouvet, Erich von Stroheim, Albert Préjean             | Franța                                                | [ 51 ]                    |
| Black Legion                   | Archie Mayo                                  | Humphrey Bogart, Dick Foran, Erin O'Brien-Moore              | Statele Unite ale Americii                            | [ 52 ]                    |
| Charlie Chan at Monte Carlo    | Eugene J. Forde                              | Warner Oland, Keye Luke, Virginia Field                      | Statele Unite ale Americii                            | [ 53 ]                    |
| Dead End                       | William Wyler                                | Sylvia Sidney, Joel McCrea, Humphrey Bogart                  | Statele Unite ale Americii                            | [ 54 ]                    |
| Marked Woman                   | Lloyd Bacon                                  | Bette Davis, Humphrey Bogart, Isabel Jewell                  | Statele Unite ale Americii                            | [ 55 ]                    |
| Pépé le Moko                   | Julien Duvivier                              | Jean Gabin, Mireille Balin, Line Noro                        | Franța                                                | Gangster film             |
| You Only Live Once             | Fritz Lang                                   | Sylvia Sidney, Henry Fonda, Barton MacLane                   | Statele Unite ale Americii                            | Crime drama               |
| 1938                           |                                              |                                                              |                                                       |                           |
| Algiers                        | John Cromwell                                | Charles Boyer, Hedy Lamarr, Sigrid Gurie                     | Statele Unite ale Americii                            | Gangster film             |
| The Amazing Dr. Clitterhouse   | Anatole Litvak                               | Edward G. Robinson, Claire Trevor, Humphrey Bogart           | Statele Unite ale Americii                            | Crime comedy              |
| Angels with Dirty Faces        | Michael Curtiz                               | James Cagney, Pat O'Brien, Humphrey Bogart                   | Statele Unite ale Americii                            | Crime drama               |
| La Bête Humaine                | Jean Renoir                                  | Jean Gabin, Simone Simon, Julien Carette                     | Franța                                                | Crime drama               |
| Crime School                   | Lewis Seiler                                 | Billy Halop, Bobby Jordan, Huntz Hall                        | Statele Unite ale Americii                            | Juvenile delinquency film |
| Dangerous to Know              | Robert Florey                                | Stanley Blystone, Barlowe Borland                            | Statele Unite ale Americii                            | [ 63 ]                    |
| I Am the Law                   | Alexander Hall                               | Edward G. Robinson, Barbara O'Neil, Wendy Barrie             | Statele Unite ale Americii                            | [ 64 ]                    |
| Port of Shadows                | Marcel Carné                                 | Michèle Morgan, Jean Gabin, Michel Simon                     | Franța                                                | Crime drama               |
| A Slight Case of Murder        | Lloyd Bacon                                  | Edward G. Robinson, Jane Bryan, Allen Jenkins                | Statele Unite ale Americii                            | Crime comedy              |
| They Drive by Night            | Arthur B. Woods                              | Emlyn Williams, Ernest Thesiger, Anna Konstam                | Regatul Unit al Marii Britanii și al Irlandei de Nord | [ 67 ]                    |
| You and Me                     | Fritz Lang                                   | Sylvia Sidney, George Raft, Robert Cummings                  | Statele Unite ale Americii                            | Crime comedy              |
| 1939                           |                                              |                                                              |                                                       |                           |
| Blackmail                      | H.C. Potter                                  | Edward G. Robinson, Ruth Hussey, Gene Lockhart               | Statele Unite ale Americii                            | [ 69 ]                    |
| Daybreak                       | Marcel Carné                                 | Jean Gabin, Jules Berry, Arletty                             | Franța                                                | Crime drama               |
| Each Dawn I Die                | William Keighley                             | James Cagney, George Raft, Jane Bryan                        | Statele Unite ale Americii                            | [ 71 ]                    |
| I Stole a Million              | Frank Tuttle                                 | George Raft, Claire Trevor                                   | Statele Unite ale Americii                            | [ 72 ]                    |
| King of the Underworld         | Lewis Seiler                                 | Humphrey Bogart, James Stephenson, John Eldredge             | Statele Unite ale Americii                            | [ 73 ]                    |
| Let Us Live                    | John Brahm                                   | Maureen O'Sullivan, Henry Fonda, Ralph Bellamy               | Statele Unite ale Americii                            | [ 74 ]                    |
| The Roaring Twenties           | Raoul Walsh                                  | James Cagney, Humphrey Bogart, Priscilla Lane                | Statele Unite ale Americii                            | [ 75 ]                    |
| You Can't Get Away with Murder | Lewis Seiler                                 | Humphrey Bogart, Gale Page, Billy Halop                      | Statele Unite ale Americii                            | [ 76 ]                    |